# Bruno Knust
Bruno Knust (* 4. September 1954 in Dortmund), bekannt auch unter dem Pseudonym Günna, ist ein Dortmunder Kabarettist.

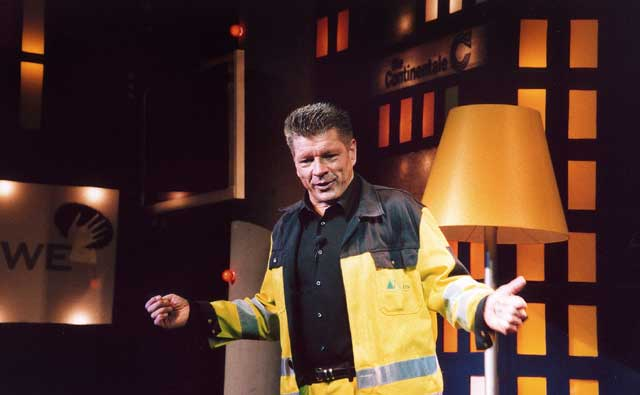
Günna in seiner Show „Günna allein Zuhaus“

Aufgewachsen in Eving ist er im Ruhrgebiet für seine typische Mundart bekannt. Seine Karriere begann er als Autor und Puppenspieler für das Kinderprogramm. Anschließend war er TV-Reporter bei Premiere und für die Fußballsendung ran sowie Moderator der Serie American Gladiators.
Zu wichtigen Geschehnissen in Politik, Gesellschaft und Sport auf lokaler Ebene gibt Günna seine Kommentare in der Lokalpresse, dem Lokalradio und auch bei Spielen des Fußballvereins Borussia Dortmund, bei dem Knust 1991 und 1992 Stadionsprecher war, ab. Seit 1991 hat er eine regelmäßige Kolumne in der Samstagsausgabe der Ruhr Nachrichten und der Westfälischen Rundschau.
In seinem Theater Olpketal im Dortmunder Süden tritt er, ebenfalls seit 1991, das ganze Jahr über auf. Er spielt verschiedene Programme, aber gastiert auch extern als Entertainer. Als unverkennbar dabei gilt neben der markanten Stimme seine Schlagfertigkeit sowie ein ausgeprägtes Improvisationstalent.
Knust ist auch Texter des Liedes Leuchte auf mein Stern Borussia, das auf der Musik von Amazing Grace basiert; es wird von den Fans von Borussia Dortmund als die Hymne betrachtet. Unter dem Titel Leuchte auf mein Stern, Borussia schrieb und inszenierte er für das Schauspielhaus Dortmund zum 100. Geburtstag von Borussia Dortmund eine populäre Jubiläums-Revue.
Zum „Brüder-Grimm-Jahr“ 2013 nahm Bruno Knust mit seinem Team die 20 schönsten Märchen der Grimm-Brüder als Hörbuch mit kabarettistischer Einfärbung auf. Alle Märchen wurden in das Ruhrgebiet verlegt und hören sich dabei so selbstverständlich an, als hätten sie tatsächlich alle „im Märchen-Pott“ stattgefunden.
Bruno Knust lebt in Dortmund-Kirchhörde und hat eine Tochter und zwei Söhne.